# Elfriede Tungl
Elfriede Tungl (* 4. Juli 1922 in Wien; † 25. August 1981 ebenda) war eine österreichische Bauingenieurin. Sie war die erste Frau, die im Bauwesen promovierte und war 1973 die erste außerordentliche Professorin an der Technischen Universität Wien.

## Werdegang
Elfriede Tungl immatrikulierte sich 1940 in den Fächern Mathematik, Physik und Chemie an der Universität Wien, wechselte jedoch nach einem Jahr das Studienfach und absolvierte ein Bauingenieurstudium, das sie 1948 an der TH Wien mit dem Diplom abschloss. 1950 wurde sie an der TU Wien promoviert und arbeitete anschließend im Brückenbaudienst der Generaldirektion der ÖBB. 1952 später wurde sie als Universitätsassistenz bei Fragen der Flächentragwerkstheorie tätig. Ihre Habilitation erfolgte 1963 in den Bereichen der Elastizitäts- und Festigkeitslehre an der TU Wien, Tungl war die zweite Frau, die sich an dieser Universität habilitierte, und die erste Frau, die sich in diesen Fachgebieten habilitierte. Vermutlich ist sie die erste promovierte Bauingenieurin in Europa.
Tungl lehrte von 1965 bis 1968 als Gastprofessorin in den USA. 1973 wurde sie als erste Frau zur außerordentlichen Professorin der TU Wien ernannt. Sie übernahm die Leitung der Abteilung für experimentelle Spannungs- und Dehnungsmessung, bis sie 1975 aus gesundheitlichen Gründen in den Ruhestand versetzt wurde.